# Alasaari (ö i Finland, Lappland, Östra Lappland, lat 66,87, long 27,47)
Alasaari är en ö i Finland. Den ligger i vattendraget Kitinen och i kommunen Kemijärvi i den ekonomiska regionen  Östra Lapplands ekonomiska region  och landskapet Lappland, i den norra delen av landet, 800 km norr om huvudstaden Helsingfors. Öns area är 6 hektar och dess största längd är 1,4 kilometer i nord-sydlig riktning.